# Le Voyage dans la Lune (opéra-féerie)
 (juin 2022).
La mise en forme du texte ne suit pas les recommandations de Wikipédia : il faut le « wikifier ».
Les points d'amélioration suivants sont les cas les plus fréquents. Le détail des points à revoir est peut-être précisé sur la page de discussion.
- Les titres sont pré-formatés par le logiciel. Ils ne sont ni en capitales, ni en gras.
- Le texte ne doit pas être écrit en capitales (les noms de famille non plus), ni en gras, ni en italique, ni en « petit »…
- Le gras n'est utilisé que pour surligner le titre de l'article dans l'introduction, une seule fois.
- L'italique est rarement utilisé : mots en langue étrangère, titres d'œuvres, noms de bateaux, etc.
- Les citations ne sont pas en italique mais en corps de texte normal. Elles sont entourées par des guillemets français : « et ».
- Les listes à puces sont à éviter, des paragraphes rédigés étant largement préférés. Les tableaux sont à réserver à la présentation de données structurées (résultats, etc.).
- Les appels de note de bas de page (petits chiffres en exposant, introduits par l'outil «  Source ») sont à placer entre la fin de phrase et le point final[comme ça].
- Les liens internes (vers d'autres articles de Wikipédia) sont à choisir avec parcimonie. Créez des liens vers des articles approfondissant le sujet. Les termes génériques sans rapport avec le sujet sont à éviter, ainsi que les répétitions de liens vers un même terme.
- Les liens externes sont à placer uniquement dans une section « Liens externes », à la fin de l'article. Ces liens sont à choisir avec parcimonie suivant les règles définies. Si un lien sert de source à l'article, son insertion dans le texte est à faire par les notes de bas de page.
- La présentation des références doit suivre les conventions bibliographiques. Il est recommandé d'utiliser les modèles {{Ouvrage}}, {{Chapitre}}, {{Article}}, {{Lien web}} et/ou {{Bibliographie}}. Le mode d'édition visuel peut mettre en forme automatiquement les références.
- Insérer une infobox (cadre d'informations à droite) n'est pas obligatoire pour parachever la mise en page.

Pour une aide détaillée, merci de consulter Aide:Wikification.
Si vous pensez que ces points ont été résolus, vous pouvez retirer ce bandeau et améliorer la mise en forme d'un autre article.
Pour les articles homonymes, voir Le Voyage dans la Lune (homonymie).

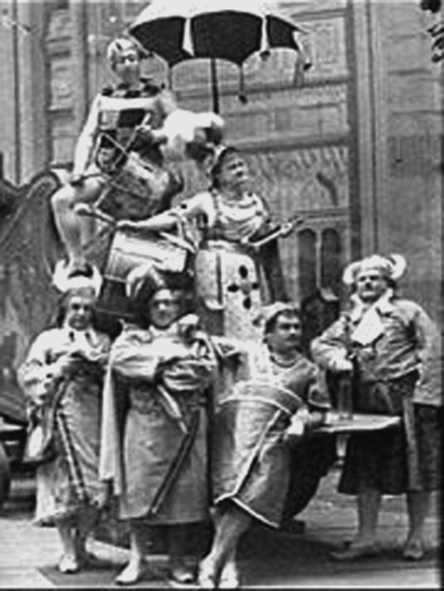
Les créateurs à la Gaîté

Le Voyage dans la Lune est un opéra féerie en 4 actes et 23 tableaux de Jacques Offenbach, livret d'Albert Vanloo, Eugène Leterrier et Arnold Mortier, très libre adaptation du roman de Jules Verne, créé le 26 octobre 1875 au théâtre de la Gaîté.
L'œuvre a été reprise au théâtre du Châtelet, le 31 mars 1877.

## L'œuvre

### Genèse
Le 12 juin 1872, le Figaro annonce la création, pour la fin de l'année 1872 au Théâtre des Menus-Plaisirs, d'une pièce fantastique en douze tableaux d'Arnold Mortier, Eugène Leterrier et Albert Vanloo intitulée Le Voyage dans la lune. Le projet n'aboutit pas.
Cette œuvre est présentée à Jacques Offenbach alors qu’il est directeur du théâtre de la Gaîté. Devant l’importance des financements nécessaires, il ne donne pas suite au projet. C’est Albert Vizentini, nouveau directeur de la Gaîté, qui l’accepte, Offenbach n’intervenant alors que comme musicien.
Albert Vanloo et Eugène Leterrier s’associent à Arnold Mortier, chroniqueur au Figaro, pour l’écriture du livret. Ils s’appuient sur le succès des romans de Jules Verne, et sur l’engouement du public pour les grands spectacles. Ainsi, en 1874, Jules Verne a adapté, avec un immense succès, son roman Le Tour du monde en quatre-vingts jours au théâtre de la Porte-Saint-Martin.
Quelques jours après la première du Voyage dans la Lune, Jules Verne s’émeut d'ailleurs auprès de son éditeur des similitudes avec son œuvre : « Deux jours après la première représentation du Voyage à la lune [sic] les emprunts des auteurs à De la Terre à la Lune comme point de départ et Au centre de la Terre comme dénouement me semblent incontestables. ». Cette affaire ne semble pas avoir eu de suite, ou peut avoir été réglée à l'amiable. En 1877, Jacques Offenbach créera Le Docteur Ox d'après une nouvelle de Jules Verne, et avec son accord.

### Création
La première de l'opéra féerie le Voyage dans la Lune a lieu le 26 octobre 1875 au théâtre de la Gaîté à Paris.
Rien n'a été épargné pour la mise en scène. Les vingt-quatre décors majestueux de MM. Cornil, Fromont et Cheret se composent de répliques de lieux — comme l'Observatoire de Paris, un haut-fourneau, un paysage lunaire ou un volcan — et d'architectures originales — comme un palais de verre ou des galeries de nacre. L'utilisation de « trucs », de trappes et d'artifices accentuent les effets de surprise sur les spectateurs. Les créateurs vont jusqu'à mettre sur scène un dromadaire méhari emprunté au Jardin d'acclimatation. Les 673 costumes de la pièce sont conçus par Alfred Grévin, les deux ballets sont réglés par M. Justament. Les rôles principaux sont tenus par Zulma Bouffar (le prince Caprice, rôle travesti) qui « chante avec esprit et joue avec intelligence et finesse. », Christian (Vlan), Pierre Grivot (Microscope), Tissier (Cosmos) et Mlle Marcus (Fantasia). Lors de la première, la Ronde des Charlatans, interprétée par Zulma Bouffar et Christian, est trissée.
Le succès est au rendez-vous puisque, de 3 898 francs à la première, la recette du théâtre passe à 10 018 francs à la septième représentation. Le Voyage dans la Lune marque son année : sept revues parisiennes de l'hiver 1875-1876 lui font référence (Voyage de la Lune à Paris, Madame Angot dans la Lune, Le Voyage du Soleil, Les Voyageurs pour Belleville, Les Voyageurs pour la Lune, Allons voir la Lune, mon gars !, La Lune à Paris).
Le rôle de Caprice est confié à Mme Peschard du 16 décembre 1875 jusqu'au 16 février 1876, Zulma Bouffar devant honorer un engagement de deux mois à Saint-Pétersbourg. À partir du 28 février 1876, le rôle de Popotte revient à Thérésa. Pour elle, Jacques Offenbach enrichit la partition de quatre airs. Le Figaro note : « Thérésa et ses chansons ont produit grand effet. Il y en a deux surtout, au troisième acte, qu’elle détaille avec une finesse et un art exquis. »
Le Voyage dans la Lune est monté à Londres, au théâtre de l'Alhambra, le 15 avril 1876, et à Vienne, au Theater an der Wien, le 16 avril 1876.
La dernière au théâtre de la Gaîté a lieu le 25 avril 1876 au bout de 185 représentations et 965 000 francs de recettes.

### Reprise
L'œuvre est reprise au théâtre du Châtelet à partir du 31 mars 1877 avec les principaux créateurs. Après deux mois de représentation, et 226 457 francs de recettes, la dernière est fixée au 31 mai 1877. Le Voyage dans la Lune atteint ainsi sa 247e représentation à Paris.

## Créateurs

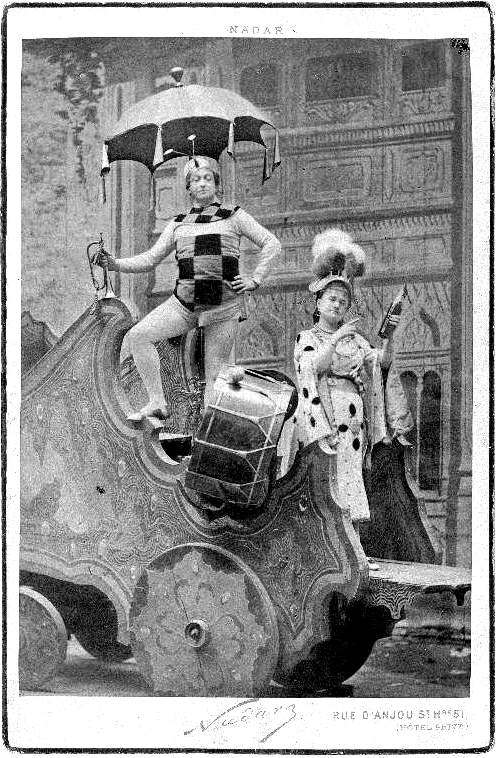
Christian (Vlan) et Zulma Bouffar (Le prince Caprice) dans Le Voyage dans la Lune, scène des charlatans.

| Rôles                   | À la Gaîté      | Au Châtelet    |
| ----------------------- | --------------- | -------------- |
| Le roi Vlan             | Christian       | Christian      |
| Cosmos                  | Tissier         | Tissier        |
| Le prince Quipasseparla | Habay           | Habay          |
| Microscope              | Pierre Grivot   | Guillot        |
| Cactus                  | Laurent         | Courtès        |
| Cosinus                 | Étienne Scipion | Jacquier       |
| Parabase                | Legrenay        | Beuzeville     |
| Phichipsi               | Colleuille      | Colleuille     |
| Rectangle               | Jules Vizentini | Guimier        |
| Oméga                   | Mallet          | Auguste        |
| Coefficient             | Chevalier       | Prudhomme      |
| A-Plus-B                | Henry           | Panot          |
| Un garde                | É. Scipion      | Jacquier       |
| Un bourgeois            | J. Vizentini    | Jacquier       |
| Un poète                | Chevalier       | Chevalier      |
| Un forgeron             | Barsagol        | Thuillier      |
| Grosbedon               | Chevalier       | Prudhomme      |
| Le commissaire          | Gravier         |                |
| Un marchand d'esclave   | Van-de-Gand     | Gillot         |
| Un Sélénite             | Bousquet        |                |
|                         |                 |                |
| Le prince Caprice       | Zulma Bouffar   | Zulma Bouffar  |
| La princesse Fantasia   | Noémie Marcus   | Lynnès         |
| La reine Popotte        | Adèle Cuinet    | Marcelle       |
| Flamma                  | Blanche Méry    | Noel           |
| Adja                    | Maury           | Géron          |
| Phoebe                  | Dareine         | Lévy           |
| Stella                  | Davenay         | Alice Régnault |
| Une forgeronne          | Z. Bied         | Rébecca        |
| Hyperba                 | Baudu           | Durand         |
| Microma (ou Ita)        | Blount          | Capiglia       |
| Bella                   | Godin           |                |

## Argument

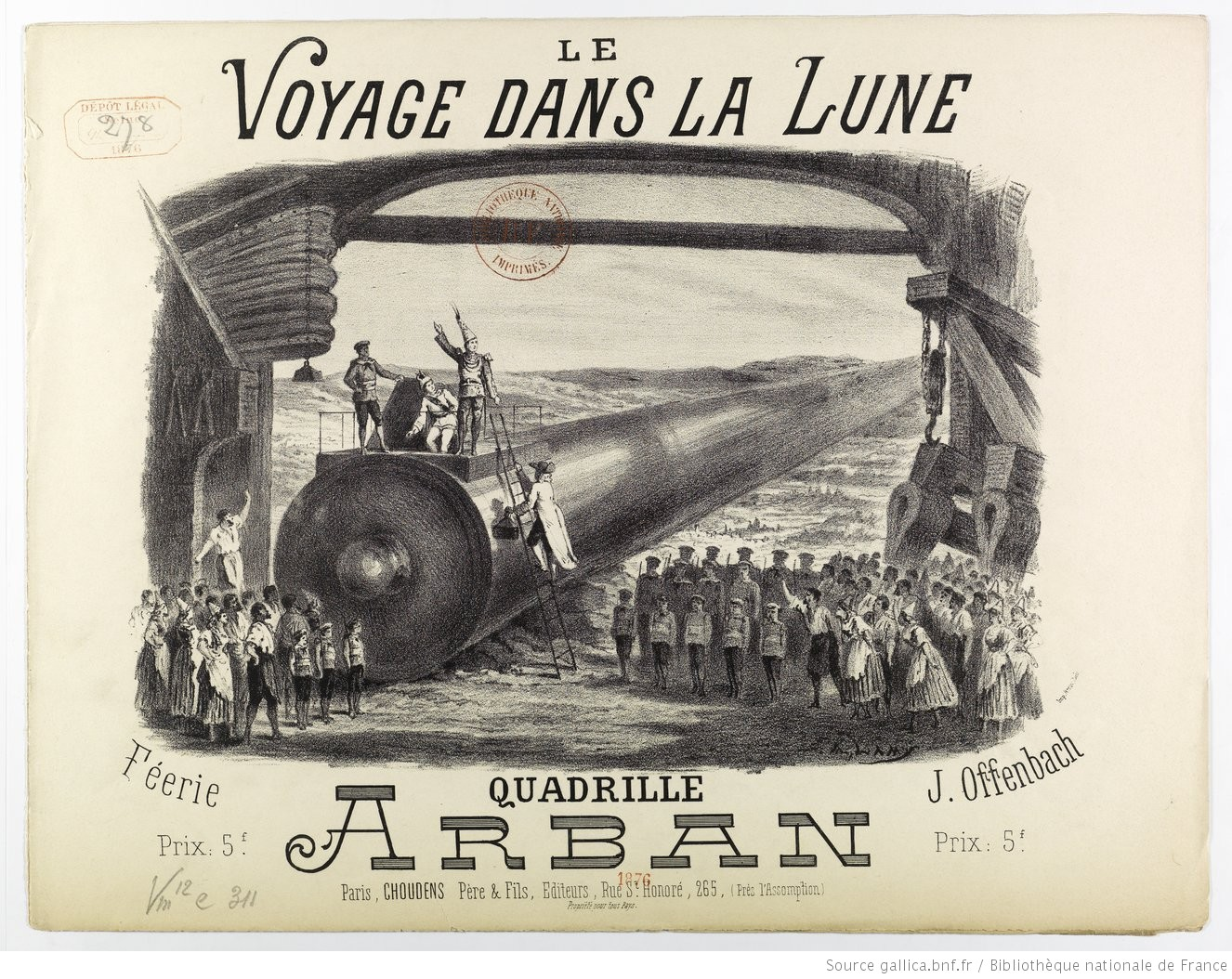
Affiche de l'opéra.

### Acte I
Premier tableau – Le prince Caprice. Quelque part sur la terre, sur la grand' place de la capitale, le roi Vlan prépare une fête en l’honneur de son fils, le prince Caprice, qui revient d’un long voyage entrepris pour parfaire son éducation. À peine Caprice arrivé, le roi Vlan lui cède la couronne, mais celui-ci la refuse. En effet, Caprice ne souhaite ni gouverner, ni se marier : il veut la liberté, le mouvement, l’air, l’espace… La lune qui se lève lui donne sa prochaine destination. Il demande donc à son père de le mener dans cet endroit inconnu et inexploré. Vlan cède et demande à Microscope, le plus grand savant du royaume, de trouver le moyen d’y aller. Celui-ci réplique que cette mission regarde l’Observatoire.
Deuxième tableau – A l’Observatoire. Les astronomes interrogés proposent de ne pas répondre et de nommer une commission. Caprice, furieux de cette dérobade, les biffe et propose par la même occasion de biffer Microscope s’il ne trouve pas, lui non plus, un moyen. Microscope leur donne rendez-vous huit jours plus tard, dans sa forge, il trouvera le moyen pour aller dans la lune.
Troisième tableau – A la forge. Les forgerons et les forgeronnes terminent leur ouvrage quand Vlan et Caprice arrivent huit jours plus tard. Microscope leur dévoile le moyen : un obus lancé par un canon. En raison de la probabilité de l’échec de la mission, Microscope est convié à accompagner Caprice. Vlan est aussi du voyage, à la suite de la demande insistante de son fils.
Quatrième tableau – Le départ. Les trois voyageurs Vlan, Caprice et Microscope montent dans l’obus. Les artilleurs mettent le feu, dans une détonation formidable l’obus s’en va vers la lune.

### Acte II
Cinquième tableau – La lune. Des voix mystérieuses se font entendre, une ville à l’architecture étrange.
Sixième tableau – L’arrivée. Les sélénites observent avec effroi un point noir dans le ciel, l’un se demande s’il ne s’agit pas d’un moyen envoyé par les terriens pour les exterminer. Cosmos, le roi de la lune, et son conseiller Cactus les contraignent à se calmer : la science a prouvé que la terre est inhabitée. Dans un vacarme épouvantable, l’obus s’écrase sur une maison, les sélénites se cachent. Vlan, Caprice et Microscope sortent de l’obus et observent cette planète désolée. L’ambiance est morose : il ne leur reste plus que des pommes comme provision. Quelques sélénites se montrent, Cosmos réapparaît et demande aux terriens d’où ils viennent. Leur réponse insolente les condamne à la prison. Arrivent Popotte, la femme du roi Cosmos, et Fantasia, leur fille. Fantasia, dont c’est l’anniversaire, prend en pitié ces prisonniers et demande pour eux la liberté. Cosmos accepte et propose aux terriens une visite de son palais.
Septième tableau – Le palais de verre. Cosmos et Cactus présentent à Vlan, Caprice et Microscope le fonctionnement administratif de la lune. Sur la lune, l’emploi de roi n’est pas bon, et comme il n’y a pas de candidat, le choix se porte sur le plus gros.
Huitième tableau – Les galeries de nacre. Caprice courtise Fantasia, mais celle-ci ne le comprend pas, elle ne sait pas ce qu’est l’amour. Il tente de lui expliquer, sans y parvenir : l’amour n’existe pas sur la lune. Cosmos le confirme à Vlan : quand on souhaite un enfant, on le demande; il y a une région qui est spécialisée dans ce commerce.
Neuvième tableau – Le parc. Caprice, désespéré par la princesse Fantasia qui ne peut l’aimer, mange une pomme. La princesse Fantasia, étonnée de son absence, vient le chercher. Attiré par ce fruit qu’elle ne connaît pas, elle le goûte. La pomme a pour elle « le don charmant qu’elle eut autrefois sur la terre ». Elle tombe immédiatement amoureuse de Caprice. Le palais est en émoi : l’amour, c’est une maladie sur la lune.
Dixième tableau – Les ombres errantes.
Onzième tableau – Les jardins de Cosmos. Grand ballet des Chimères.

### Acte III
Douzième tableau – La consultation. Les médecins du royaume examinent la princesse Fantasia, enfermée dans sa chambre, folle d’amour. Elle  leur échappe et retrouve Caprice. Pour la sauver, Caprice lui propose de rendre Cosmos amoureux en lui faisant boire un élixir à base de pomme. Cosmos, devant l’incurabilité de la maladie, décide de vendre sa fille : c’est l’habitude sur la lune quand une femme a cessé de plaire. Caprice promet à Fantasia de la faire acheter pour lui.
Treizième tableau – Le marché aux femmes. Sur la lune, c’est le marché aux femmes qui tient lieu de Bourse. Microscope est chargé par Caprice d’acheter la princesse. Voyant que le prince Quipasseparla, « le roi de la Bourse », risque de faire monter les enchères, il lui propose de négocier. Quipasseparla fait mine d'accepter et l’enivre, l’empêchant ainsi de participer à la vente. Arrivent Vlan et Caprice, costumés en charlatans. Ils proposent un élixir faisant, entre autres, maigrir les gros. Cet élixir étant très précieux, seul un roi en est digne et c’est Cosmos qui en est l’heureux bénéficiaire. Cosmos goûte et se sauve, se croyant empoisonné – en fait il s’agit pour lui de la découverte de l’alcool. Quipasseparla remporte Fantasia à la vente.
Quatorzième tableau – Le pays des ventrus. Quipasseparla et son harem arrivent au pays des ventrus où ils font un arrêt dans une auberge. Arrive Microscope poursuivi par Popotte. Popotte est elle-même poursuivie par Cosmos devenu fou amoureux d’elle. En effet, devenu amoureux de sa femme et voyant que celle-ci ne l’était pas, il lui a fait boire de l’élixir, mais Microscope passant par là, c’est de lui qu’elle est tombée amoureuse ! Arrivent Vlan et Caprice, à la recherche de Fantasia. Vlan s’arrête pour déjeuner, Caprice, ayant retrouvé Fantasia, fuit avec elle. Arrive Cosmos, furieux d’être amoureux et trompé par sa femme… L’auberge est fouillée, Vlan et Microscope sont démasqués malgré leur faux gros ventre. Les gardes se lancent à la poursuite de Caprice et de Fantasia qu’ils ramènent. Quipasseparla renonce à la princesse. L’hiver succédant immédiatement à l’été dans cette contrée, c’est sous la neige qu’ils regagnent la capitale.
Quinzième tableau – Cinquante degrés au-dessous de zéro. Grand ballet des flocons de neige.

### Acte IV
Seizième tableau – Le clos des pommiers. Les femmes de la lune découvrent l’amour, mais le roi Cosmos ne l’entend pas ainsi. Vlan, Caprice et Microscope sont amenés devant la Justice. Ils sont condamnés « à passer cinq ans à l’intérieur d’un volcan éteint où ils seront absolument privés de toute espèce de nourriture ».
Dix-septième tableau – La glacière. Amenés dans la partie supérieure du volcan, ils prennent place avec Cosmos dans un panier qui les descend dans le cratère.
Dix-huitième tableau – Le cratère. Arrivés en bas, la corde retombe, coupée en haut par Popotte qui reproche à son mari de vouloir faire périr Microscope. Paraît alors Fantasia qui s’était cachée pour mourir avec Caprice. Face à cette situation désespérée, Cosmos leur promet la liberté s’ils trouvent une sortie.
Dix-neuvième tableau – L’intérieur du volcan. Ils cherchent une sortie au milieu des grondements et des détonations. Le volcan entre en éruption.
Vingtième tableau – L’éruption.
Vingt-et-unième tableau – La pluie de cendres.
Vingt-deuxième tableau – le sommet du volcan après l’éruption. Caprice, Fantasia, Cosmos et Vlan gisent sur le sol, évanouis. Ils se réveillent. Microscope sort d’une crevasse. Popotte accourt : ils sont sauvés.
Vingt-troisième tableau – Le clair de terre.
Fin de l’opéra-féerique.

## Numéros musicaux
|          |   | Ouverture                         |                                   |                                                                   |
| Acte I   |   |                                   |                                   |                                                                   |
| No 1.    |   | Chœur                             | Quelle splendide fête             | (Chœur.)                                                          |
| No 2.    |   | Couplets du roi Vlan              | Vlan, Vlan, je suis Vlan          | (Vlan, Chœur.)                                                    |
| No 3.    | { | Chœur                             | Rataplan, rataplan                | (Chœur, Vlan, Microscope.)                                        |
| No 3.    | { | Couplets du prince Caprice        | Ah ! j'en ai vu !                 | (Caprice, Chœur.)                                                 |
| No 4.    |   | Romance de Caprice                | Ô reine de la nuit                | (Caprice.)                                                        |
| No 5.    |   | Chœur des astronomes              | Les cieux !                       | (Chœur TB.)                                                       |
| No 6.    |   | Chœur des forgerons               | À l'ouvrage !                     | (Chœur.)                                                          |
| No 7.    |   | Valse chantée                     | Monde charmant que l'on ignore    | (Caprice.)                                                        |
| No 8.    | { | Final                             | En route pour la lune !           | (Chœur, Microscope, Vlan, Caprice.)                               |
| No 8.    | { | Chœur des artilleurs              | Nous sommes les petits artilleurs | (Chœur, Vlan, Microscope, Caprice.)                               |
|          |   | Entr'acte                         |                                   |                                                                   |
| Acte II  |   |                                   |                                   |                                                                   |
| No 9.    |   | Chœur (derrière le rideau)        | Ah !                              | (Chœur.)                                                          |
| No 10.   |   | Chœur                             | C'est un point noir               | (Chœur.)                                                          |
| No 11.   |   | Rondo de l'obus                   | Dans un obus qui fend l'air       | (Caprice, Microscope, Vlan.)                                      |
| No 12.   |   | Couplets de Fantasia              | Tu devais le jour de ma fête      | (Fantasia.)                                                       |
| No 13.   |   | Chœur et marche                   | Salut à notre roi                 | (Chœur.)                                                          |
| No 14.   |   | Entrée des conseillers            |                                   |                                                                   |
| No 15.   |   | Madrigal                          | Je regarde vos jolis yeux         | (Caprice.)                                                        |
| No 16.   |   | Morceau d'ensemble                | Ne jamais rien faire              | (Flamma, Chœur, Cosmos, Popotte, Microscope, Vlan.)               |
| No 17.   |   | Duo des pommes                    | Mon Dieu ! qu'ai-je ressenti là ? | (Fantasia, Caprice.)                                              |
| No 18.   |   | Ballet des chimères               |                                   |                                                                   |
|          |   | Entr'acte                         |                                   |                                                                   |
| Acte III |   |                                   |                                   |                                                                   |
| No 19.   |   | Chœur des gardes                  | Je suis le garde                  | (Chœur.)                                                          |
| No 20.   |   | Couplets de demoiselles d'honneur | Elle disait : ah ! viens encore   | (Flamma, Chœur SA.)                                               |
| No 21.   |   | Ariette de la princesse           | Je suis nerveuse                  | (Fantasia.)                                                       |
| No 22.   |   | Chœur du marché                   | C'est le marché                   | (Chœur.)                                                          |
| No 23.   |   | Rondo de Quipasseparla            | Le prince Quipasseparla           | (Quipasseparla, Chœur.)                                           |
| No 24.   | { | Chœur                             | Ah ! quelle musique               | (Chœur.)                                                          |
| No 24.   | { | Ronde des charlatans              | Ohé, ohé petits et grands         | (Caprice, Chœur.)                                                 |
| No 25.   | { | Adieux des demoiselles d'honneur  | Adieu notre compagne !            | (Chœur, Fantasia, Cactus, Popotte, Quipasseparla.)                |
| No 25.   | { | Scène de la vente                 |                                   |                                                                   |
| No 26.   |   | Final de la neige                 | Courons tous                      | (Chœur, Quipasseparla, Fantasia, Caprice, Popotte, Vlan, Cosmos.) |
| No 27.   |   | Ballet des flocons de neige       |                                   |                                                                   |
|          |   | Entr'acte                         |                                   |                                                                   |
| Acte IV  |   |                                   |                                   |                                                                   |
| No 28.   |   | Ronde des pommiers                | Holà ! que chaque fillette        | (Chœur SA.)                                                       |
| No 29.   |   | Chœur du tribunal                 | Voici le tribunal                 | (Chœur.)                                                          |
| No 30.   |   | Le volcan (mélodrame)             |                                   |                                                                   |
| No 31.   |   | Clair de terre (final)            | Terre ! Terre !                   | (Chœur.)                                                          |

## Citations et emprunts
- L'air Scintille, diamant ! des Contes d'Hoffmann provient de l'Ouverture du Voyage dans la Lune. Ce numéro apocryphe des Contes d'Hoffmann a été écrit en 1905 pour la création berlinoise[12].
- Dans ses couplets du No 3, le prince Caprice proclame « Je connais le pôle nord, / L’Angleterre, l’Amérique / Et surtout la Maison d’Or »: il s'agit du très célèbre restaurant parisien aussi appelé la Maison Dorée.
- La Scène de la vente (acte III) parodie le numéro du même nom de l'opéra-comique La Dame blanche écrit en 1825 par Boieldieu[13], et en particulier la réplique « Personne ne dit mot ? ».

## Discographie
- Le voyage dans la lune - Violette Polchi, Sheva Tehoval, Matthieu Lécroart, Pierre Derhet, Raphaël Brémard, Thibaut Desplantes, Marie Lenormand, Christophe Poncet de Solages, Ludiviine Gombert, Choeur et Orchestre Montpellier Occitanie, Pierre Dumoussaud (direction) - Palazetto Bru Zane, 2022.

- Die Reise auf den Mond (Le voyage dans la Lune) - Dirigent Paul Burkhard, Chor und Orchester des Norddeutschen Rundfunks Hamburg, enregistré en 1958, Ed. CantusClassics 2009, Réf. 5.01200).

Par ailleurs, quelques extraits ont été édités :
- Le Voyage dans la Lune - Enregistrement RTF du 20 novembre 1961 - Direction Jean-Paul Kreder - Ed. MALIBRAN Réf. MR 786 - (Ouverture, V'lan ! Je suis V'lan, Ah! J'en ai vu, Ô Reine de la Nuit, Monde charmant, Dans un obus qui fend l'air, Tu devais le jour de ma fête, Mon Dieu, qu'ai-je ressenti là ?, Je suis nerveuse, Ohé les badauds !, Il neige, nous grelottons).

- Entre nous : Celebrating Offenbach - David Parry -  Opera Music 2007 (Ouverture, Ariette de la Princesse, Final de la neige, Ronde des Charlatans)
- Offenbach romantique - Marc Minkowski - Archiv Produktion 2006 (Ballet des Flocons de neige)
- Can Can - Antonio de Almeida - Philips 1987 (Ouverture, Ballet des Flocons de neige)